# قرار مجلس الأمن التابع للأمم المتحدة رقم 1638
قرار مجلس الأمن التابع للأمم المتحدة رقم 1638، المتخذ بالإجماع في 11 تشرين الثاني / نوفمبر 2005، بعد الإشارة إلى جميع القرارات السابقة بشأن الحالة في ليبريا وسيراليون وغرب أفريقيا، أدرج المجلس القبض على الرئيس الليبيري السابق تشارلز تيلور واحتجازه ونقله إلى المحكمة الخاصة لسيراليون ضمن ولاية بعثة الأمم المتحدة في ليبريا.
وقال السفير الروسي أندريه دينيسوف إن القرار سيرسل «إشارة قوية» إلى تشارلز تيلور بأنه سيتم اعتقاله ومحاكمته.

## القرار

### أعمال
سمح القرار، الذي صدر بموجب الفصل السابع من ميثاق الأمم المتحدة، لبعثة الأمم المتحدة في ليبريا بالقبض على تشارلز تيلور واحتجازه في حالة عودته إلى ليبيريا، وتسهيل نقله إلى المحكمة الخاصة بسيراليون.

## روابط خارجية
- نص القرار في undocs.org